# Marko Elsner
Marko Elsner (* 11. April 1960 in Maribor; † 18. Mai 2020 in Ljubljana) war ein jugoslawisch-slowenischer Fußballspieler.

## Karriere
Elsner begann seine Karriere 1977 bei NK Olimpija Ljubljana. 1983 wechselte er zum FK Roter Stern Belgrad in die damalige Hauptstadt von Jugoslawien. Er gewann mit Roter Stern einmal die jugoslawische Meisterschaft und einmal den jugoslawischen Pokal. In seiner Zeit in Belgrad fiel auch die Berufung in den Kader der jugoslawischen Auswahl zur Fußball-Europameisterschaft 1984 in Frankreich. Elsner konnte keinen Einsatz verbuchen und Jugoslawien schied in der Gruppenphase aus. In diesem Jahr konnte er auch mit der Auswahl Jugoslawiens bei den Olympischen Spielen in Los Angeles die Bronzemedaille erringen. 1987 wechselte der Slowene nach Frankreich zum OGC Nizza, wo er drei Jahre blieb. Nachdem sein Vater Branko Elsner, seines Zeichen ehemaliger Teamchef von Österreich, gute Kontakte nach Österreich hatte, wechselte der junge Elsner zu Admira Wacker in die österreichische Bundesliga. Nach nur einem Jahr im Alpenland ging er nochmals zurück zum OGC Nizza und ließ dort bis 1993 seine Karriere ausklingen.
Elsner spielte für zwei Nationalmannschaften. Er wurde 14 Mal für die jugoslawische Fußballnationalmannschaft und zweimal für die slowenische Fußballnationalmannschaft berufen. Sein Debüt für sein neues Heimatland Slowenien gab der Verteidiger am 18. November 1992 gegen Zypern.
Sein Vater Branko Elsner war langjähriger Fußballtrainer, seine Söhne Luka und Rok wurden ebenfalls Fußballprofis.

## Erfolge
- jugoslawischer Meister: 1984
- jugoslawischer Pokalsieger: 1985
- Bronzemedaille bei Olympia 1984